# Andressa Cavalcanti
Andressa Cavalcanti Ramalho (* 27. Oktober 1996 in João Pessoa) ist eine brasilianische Beachvolleyballspielerin.

## Karriere
Bei ihrem ersten Turnier erreichte Andressa Cavalcanti 2013 gemeinsam mit Paula Hoffmann das Viertelfinale bei der U19-Weltmeisterschaft in Porto. Ein Jahr später wurde die aus João Pessoa stammende Sportlerin mit Eduarda Santos Lisboa Weltmeisterin bei der gleichen Veranstaltung am gleichen Ort. Taina Silva Bigi und Andressa Cavalcanti erreichten in den Jahren 2015 und 2016 einige vordere Platzierungen bei nationalen Turnieren. In den folgenden drei Spielzeiten hatte die in der Hauptstadt des brasilianischen Bundesstaates Paraíba geborene Athletin die Möglichkeit, von ehemaligen brasilianischen Weltklassespielerinnen zu lernen, die sich ihr als Partnerinnen zur Verfügung stellten. Sowohl mit Vivian Cunha als auch mit Maria Clara Salgado Rufino trat Andressa Cavalcanti Ramalho vor allem bei nationalen Turnieren an, mit Juliana Felisberta da Silva war sie zusätzlich bei Drei- und Vier-Sterne Events der FIVB World Tour am Start.
Ab 2020 wurde Vitória Rodrigues die neue Partnerin von Andressa Cavalcanti. Die beiden südamerikanischen Athletinnen wurden 2021 Fünfte beim Vier-Sterne-Turnier in Itapema und gewannen die Bronzemedaille in der folgenden Saison beim Challenge am gleichen Ort. Bei den Elite16-Events in Jūrmala und Ostrava erreichten sie jeweils das Achtelfinale und wurden noch einmal Dritte beim Challenge in Espinho. Ende 2022 erreichten sie beim Elite16 in Uberlandia das Finale. Auf der World Beach Pro Tour 2023 hatten Andressa/Vitória ihre besten Ergebnisse bei den Challenge-Turnieren in Saquarema (Platz drei) und in Espinho (Platz zwei). Seit 2024 stehen Andressa Cavalcanti und Thainara Feitosa auf der gleichen Seite des Netzes.